# Calachacra (instrumento)

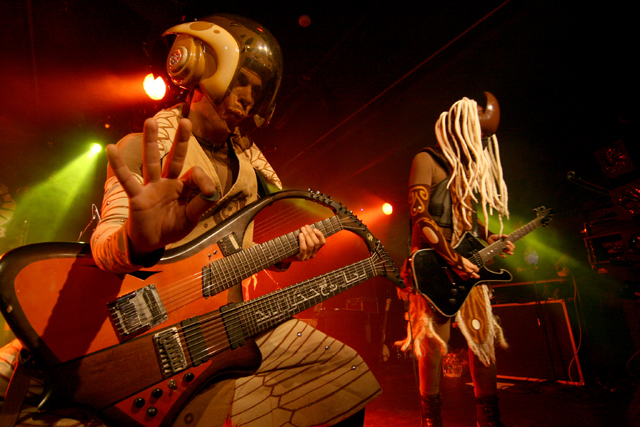
Membros da banda Blasted Mechanism, criadora do Calachacra.

Calachacra (do hindi: kalachakra) é um instrumento musical desenvolvido pela banda portuguesa Blasted Mechanism que junta guitarra, baixo, cítara, tampura, harpa e violino.